# Sioiva
Sioiva (en rus: Сёйва) és un poble (possiólok) del krai de Perm, a Rússia, que forma part del raion de Gaini. El 2010 tenia 677 habitants. Es troba al marge esquerre del riu Kama.